# St. James (Minnesota)
St. James is een plaats (city) in de Amerikaanse staat Minnesota, en valt bestuurlijk gezien onder Watonwan County.

## Demografie
Bij de volkstelling in 2000 werd het aantal inwoners vastgesteld op 4695.

## Geografie
Volgens het United States Census Bureau beslaat de plaats een oppervlakte van
6,0 km², waarvan 5,9 km² land en 0,1 km² water.

## Plaatsen in de nabije omgeving
De onderstaande figuur toont nabijgelegen plaatsen in een straal van 20 km rond St. James.